# Chicago house
Genres dérivés
Techno de Détroit, techno, acid house, deep house, rave, fidget house
Genres associés
Hip-house
La Chicago house est un genre musical originaire de la ville de Chicago précurseur de la musique house dont elle en devient un sous-genre dans le début des années 1980. Le terme « house » vient du nom d'une célèbre boîte de nuit homosexuelle de Chicago appelée Warehouse située dans un quartier sud de la ville.

## Histoire
La house music est apparue puis s'est développée dans les garages et les clubs de Chicago. Un commencement pour les clubs amateurs locaux. En outre, les enregistrements étaient beaucoup plus conceptuels et plus longs que la musique commerciale habituellement jouée en radio. Les musiciens de house utilisent des synthétiseurs et des compteurs séquentiels analogues pour créer et arranger les éléments et les échantillons électroniques sur leurs pistes, mêlant ainsi les instruments traditionnels de base et la percussion et les voix émouvantes avec les synthétiseurs et les beatboxes électroniques préprogrammés. Frankie Knuckles est le pionnier du genre. Les origines de la Chicago house remontent également au producteur Mr. Fingers avec certains de ses morceaux relativement jazzy et soulful, comme Mystery of Love (1985) et Can You Feel It (1986). En 2015, un film consacrée à la Chicago house est annoncé.

## Caractéristiques
La musique qui passait dans les clubs à l'époque est essentiellement disco jusqu'au début des années 1980 où les premières boîtes à rythmes sont inventées. Les chansons house peuvent désormais être composées avec l'utilisation d'un échantillonneur, un prestige supplémentaire pour les DJ de Chicago. Le label Jes Say Records, de Jesse Saunders, est connu pour ses morceaux clubs, comme B-boy Hip Hop ou encore Come to Me et Dum Dum de Gwendolyn. Le style Italo disco influence le morceau Under Cover de Dr Derelict[réf. nécessaire].
Comme pour d'autres styles de dance, les DJ et les clubbers locaux étaient le principal public pour cette musique relativement non-commerciale, qui était plus conceptuelle et plus longue que la musique habituellement diffusée sur les radio commerciales. Les disquaires habituels n'en vendaient souvent pas, et les enregistrements n'étaient pas disponibles chez les grands distributeurs de disques. À Chicago, seuls les magasins de disques tels qu'Importes etc., State Street Records, le magasin de musique de JR et Gramaphone Records étaient les principaux fournisseurs de cette musique. Malgré la disponibilité commerciale limitée de la musique, disques de house se sont vendus par dizaines de milliers, et la musique a été également popularisé par la station de radio 102.7 WBMX-FM, où le directeur des programmes Lee Michaels donnait régulièrement du temps d'antenne à l'équipe de DJs résidents de la station, le Hot Mix 5 (composé de Ralph Rosario, Mickey « Mixin » Oliver, Scott « Smokin » Silz, Kenny « Jammin » Jason, et Farley « Jackmaster » Funk). Les shows Hot Mix 5 ont commencé avec le lancement de la station en 1981, et était largement écouté par des DJ et fans de house musique de Chicago et Détroit.
La house music influence également dans la transmission de messages politiques pour les gens qui, à l'époque, étaient considérés comme bannis de la société. Le genre house au début des années 1980 est également destiné aux personnes non parvenues à s'insérer dans la société américaine traditionnelle, particulièrement les homosexuels noirs. Frankie Knuckles fait une bonne analyse de la house en la comparant comme étant l'« église pour les personnes qui n'ont pas connu la grâce » et Marshall Jefferson ajoute « on compare ce genre musical à la religion d'autrefois, de manière que les gens obtiennent juste du bonheur et de la reconnaissance. » La deep house est semblable à la Chicago house qui délivre plusieurs messages de liberté pour la communauté noire. Les deux CD house de Joe Smooth, Promised Land et le DB I Have a Dream offrent des messages semblables à ceux de Martin Luther King[réf. nécessaire].
La house music est aussi très sexuelle et mystérieuse. Baby Wants to Ride de Jamie Principle commence par une prière mais étonnamment la chanson parle d'une dominatrice qui séduit un homme afin qu'il la « chevauche » durant toute la chanson.

## Danse associée
Le style de la danse house est bien plus ancien que la house music elle-même. Elle est apparue dans les années 1970 avec la fin de l'ère disco au temps de la discothèque Warehouse à Chicago ainsi que du Loft et du Paradise Garage à New York. La danse house prend ses sources dans de nombreux éléments de danse issues par exemple de l'ère Lindy, de danses africaines, latines ou brésiliennes ou encore du jazz, du tap ou de la danse moderne.
La danse house est séparée en trois styles : le footwork, le jacking, et le lofting. Ceux-ci incluent de nombreuses variétés de techniques et de sous-styles comme le skating, le stomping ou le shuffling. La danse house incorpore aussi de nombreux mouvements issus du whacking, du voguing, de la capoeira, du tap ou encore des danses latines comme la salsa. Un large éventail de mouvements proviennent du jazz et du bebop. Un des premiers éléments de la danse house est une technique venant de Chicago à base d'ondulation du torse d'avant en arrière, comme si une vague passait à travers ce dernier. Lorsque ce mouvement est répété et accéléré pour suivre le rythme de la chanson, cela s'appelle le jacking, ou « the jack ». Tous les jeux de jambes dans la danse house permettent d'initier la façon dont le « jack » fait bouger le centre de gravité dans l'espace.